# Chytonix brunnea
Chytonix brunnea là một loài bướm đêm trong họ Noctuidae.